# محمدرضا علیزاده
محمدرضا علیزاده (۱۳۳۰ - ۲۷ اردیبهشت ۱۳۹۷) حقوقدان ایرانی بود که دارای مدرک کارشناسی ارشد حقوق، با سابقه‌ترین عضو حقوقدان شورای نگهبان و عضو حقوقدان در شش دوره و قائم‌مقام دبیر تا سال ۱۳۹۷ (دوره هفتم) بود. وی سابقه تصدی معاونت رئیس قوه قضائیه و ریاست سازمان ثبت اسناد و املاک کشور و معاونت بازرسی کل کشور را نیز در کارنامه خود داشت.
علیزاده در تاریخ ۲۷ اردیبهشت ۱۳۹۷ در سن ۶۷ سالگی درگذشت و در امامزاده عبدالحق زیرآب به خاک سپرده شد.
پس از درگذشت علیزاده، سیامک ره‌پیک در مرداد ماه سال ۱۳۹۷ با معرفی ریاست قوه قضائیه و رأی نمایندگان مجلس شورای اسلامی به عنوان یکی از اعضای حقوقدان شورای نگهبان انتخاب شد.